# Santana (album, 1971)
Santana je tretji studijski album ameriške latin rock skupine Santana. Ker je to drugi album skupine z istim imenom, se zanj pogosto uporablja ime Santana III. Album je prav tako znan kot Man with an Outstretched Hand (človek z iztegnjeno roko). To je prav tako tretji in zadnji album zasedbe, ki je igrala na Woodstocku, po mnenju številnih pa je Santana III komercialni in glasbeni vrh skupine. Na njem lahko slišimo mešanico eksperimentalnega jazza in latin rocka. Z albuma sta izšla dva singla, »Everybody's Everything« (kitarski solo je izvedel Neal Schon), ki je decembra 1971 dosegel 12. mesto lestvice in »No One to Depend On« (kitarski solo je izvedel Schon). Santana III je prvi album skupine, pri katerem je sodeloval kitarist Neal Schon.
Santana III je bil prav tako zadnji album skupine, ki je dosegel 1. mesto lestvice Billboard 200, vse do albuma Supernatural, leta 1999. Po Guinnesovi knjigi rekordov 2005 je to najdaljše obdobje med prvouvrščenimi ameriškimi albumi istega izvajalca. Album je bil ponovno izdan leta 1998 skupaj z živimi verzijami skladb »Batuka«, »Jungle Strut« in prej neizdano skladbo »Gumbo«, ki je bila leta 1971 posneta v Fillmore Westu leta 1971 in vsebuje kitarske sole Santane in Schona.
Leta 2006 je Sony izdal Legacy Edition albuma, ki vsebuje originalni remasterizirani album, tri skladbe, ki so bile posnete v istem času, single verzijo skladbe »No One to Depend On« in celotni koncert v Fillmore Westu leta 1971.

## Seznam skladb
| Stran 1 | Stran 1                 | Stran 1                                                                  | Stran 1 |
| Št.     | Naslov                  | Pisec                                                                    | Dolžina |
| ------- | ----------------------- | ------------------------------------------------------------------------ | ------- |
| 1.      | „Batuka‟ (instrumental) | José Areas, David Brown, Michael Carabello, Gregg Rolie, Michael Shrieve | 3:35    |
| 2.      | „No One to Depend On‟   | Carabello, Coke Escovedo, Rolie                                          | 5:31    |
| 3.      | „Taboo‟                 | Areas, Rolie                                                             | 5:34    |
| 4.      | „Toussaint L'Overture‟  | Areas, D. Brown, Carabello, Rolie, Carlos Santana, Shrieve               | 5:56    |

| Stran 2 | Stran 2                       | Stran 2                            | Stran 2 |
| Št.     | Naslov                        | Pisec                              | Dolžina |
| ------- | ----------------------------- | ---------------------------------- | ------- |
| 5.      | „Everybody's Everything‟      | Milton Brown, Tyrone Moss, Santana | 3:31    |
| 6.      | „Guajira‟                     | Areas, Brown, Rico Reyes           | 5:43    |
| 7.      | „Jungle Strut‟ (instrumental) | Gene Ammons                        | 5:20    |
| 8.      | „Everything's Coming Our Way‟ | Santana                            | 3:15    |
| 9.      | „Para los Rumberos‟           | Tito Puente                        | 2:47    |

| Bonus skladbe ponovne izdaje iz 1998 | Bonus skladbe ponovne izdaje iz 1998 | Bonus skladbe ponovne izdaje iz 1998 | Bonus skladbe ponovne izdaje iz 1998 |
| Št.                                  | Naslov                               | Pisec                                | Dolžina                              |
| ------------------------------------ | ------------------------------------ | ------------------------------------ | ------------------------------------ |
| 10.                                  | „Batuka‟                             |                                      | 3:41                                 |
| 11.                                  | „Jungle Strut‟                       |                                      | 5:59                                 |
| 12.                                  | „Gumbo‟                              | Santana, Rolie                       | 5:26                                 |

### Legacy Edition (2006)
| Disk 1: Santana III | Disk 1: Santana III           | Disk 1: Santana III |
| Št.                 | Naslov                        | Dolžina             |
| ------------------- | ----------------------------- | ------------------- |
| 1.                  | „Batuka‟ (instrumental)       | 3:35                |
| 2.                  | „No One to Depend On‟         | 5:31                |
| 3.                  | „Taboo‟                       | 5:34                |
| 4.                  | „Toussaint L'Overture‟        | 5:56                |
| 5.                  | „Everybody's Everything‟      | 3:31                |
| 6.                  | „Guajira‟                     | 5:43                |
| 7.                  | „Jungle Strut‟ (instrumental) | 5:20                |
| 8.                  | „Everything's Coming Our Way‟ | 3:15                |
| 9.                  | „Para los Rumberos‟           | 2:47                |

| Bonus skladbe - Live at the Fillmore West, San Francisco, Kalifornija, 4. julij 1971 | Bonus skladbe - Live at the Fillmore West, San Francisco, Kalifornija, 4. julij 1971 | Bonus skladbe - Live at the Fillmore West, San Francisco, Kalifornija, 4. julij 1971 |
| Št.                                                                                  | Naslov                                                                               | Dolžina                                                                              |
| ------------------------------------------------------------------------------------ | ------------------------------------------------------------------------------------ | ------------------------------------------------------------------------------------ |
| 10.                                                                                  | „Gumbo‟ (prej neizdana skladba)                                                      | 4:24                                                                                 |
| 11.                                                                                  | „Folsom Street - One‟ (prej neizdana skladba)                                        | 7:08                                                                                 |
| 12.                                                                                  | „Banbeye‟ (prej neizdana skladba)                                                    | 10:21                                                                                |
| 13.                                                                                  | „No One to Depend On‟ (singl verzija)                                                | 3:13                                                                                 |

| Disk 2: Live at the Fillmore West, San Francisco, Kalifornija, 4. julij 1971 | Disk 2: Live at the Fillmore West, San Francisco, Kalifornija, 4. julij 1971 | Disk 2: Live at the Fillmore West, San Francisco, Kalifornija, 4. julij 1971 | Disk 2: Live at the Fillmore West, San Francisco, Kalifornija, 4. julij 1971 |
| Št.                                                                          | Naslov                                                                       | Pisec                                                                        | Dolžina                                                                      |
| ---------------------------------------------------------------------------- | ---------------------------------------------------------------------------- | ---------------------------------------------------------------------------- | ---------------------------------------------------------------------------- |
| 1.                                                                           | „Batuka‟                                                                     |                                                                              | 3:47                                                                         |
| 2.                                                                           | „No One to Depend On‟                                                        |                                                                              | 5:29                                                                         |
| 3.                                                                           | „Toussaint L'Overture‟                                                       |                                                                              | 6:10                                                                         |
| 4.                                                                           | „Taboo‟                                                                      |                                                                              | 5:10                                                                         |
| 5.                                                                           | „Jungle Strut‟                                                               |                                                                              | 5:49                                                                         |
| 6.                                                                           | „Black Magic Woman/Gypsy Queen‟                                              | Peter Green/Gábor Szabó                                                      | 6:15                                                                         |
| 7.                                                                           | „Incident at Neshabur‟                                                       |                                                                              | 5:28                                                                         |
| 8.                                                                           | „In a Silent Way‟                                                            | Joe Zawinul, Miles Davis                                                     | 6:55                                                                         |
| 9.                                                                           | „Savor‟                                                                      |                                                                              | 3:35                                                                         |
| 10.                                                                          | „Para Los Rumberos‟                                                          |                                                                              | 3:41                                                                         |
| 11.                                                                          | „Gumbo‟                                                                      |                                                                              | 5:26                                                                         |

Skladbe: 2-4, 6, 9, 10 prej neizdane

Skladbe 1, 5, 11: z reizdaje albuma Santana III, leta 1998 the 1998

Skladbi 7, 8: prej izšle na albumu Fillmore: The Last Days 

## Lestvice
| Leto | Lestvica      | Mesto |
| ---- | ------------- | ----- |
| 1971 | Billboard 200 | 1     |
| 1971 | R&B Albums    | 5     |
| 1972 | Jazz Albums   | 16    |

## Osebje
- Carlos Santana – kitara, vokal, producent
- Neal Schon – kitara, producent
- Gregg Rolie – klaviature, klavir, solo vokal, producent
- David Brown – bas kitara, producent, inženir
- Michael Shrieve – bobni, tolkala, producent
- José "Chepito" Areas – tolkala, konge, timbales, bobni, producent
- Michael Carabello – tolkala, konge, tamburin, vokal, producent

### Dodatno osebje
- Rico Reyes – tolkala, vokali, solo vokal pri »Guajira«
- Thomas "Coke" Escovedo – tolkala, vokali
- Luis Gasca – trobenta pri »Para Los Rumberos«
- Mario Ochoa – klavirski solo pri »Guajira«
- Tower of Power – trobilna sekcija pri »Everybody's Everything«
- Linda Tillery – spremljevalni vokali
- Greg Errico – tamburin
- John Fiore – inženir